# Xã Jackson, Quận Richland, Ohio
Xã Jackson (tiếng Anh: Jackson Township) là một xã thuộc quận Richland, tiểu bang Ohio, Hoa Kỳ. Năm 2010, dân số của xã này là 3.552 người.